# Manuel Teodoro del Valle
Manuel Teodoro del Valle Seoane, O.F.M. Cap. (ur. 9 listopada 1813 w Hatun-Jauja; zm. 16 października 1888 w Limie) – peruwiański duchowny katolicki, biskup ordynariusz Huánuco w latach 1865–1872, powołany na urząd arcybiskupa metropolity limskiego oraz prymasa Peru w 1872 roku. Nie objął jednak urzędu w wyniku sprzeciwu władz. Wkrótce zrezygnował zostając arcybiskupem tytularnym Berytus.

## Życiorys

### Wykształcenie i młodość
Urodził się w 1813 roku w Hatun-Jauji jako syn Juana Manuela del Valle y Ponga i Francisci de Seoane y Fernández. Przy wsparciu ze strony biskupa Concepción, a następnie arcybiskup Charcas, Diego Antonio Navarro Martína de Villodres studiował w La Paz w Boliwii, a potem po bitwie pod Ayacucho wyjechał do Hiszpanii, gdzie studiował prawo na Uniwersytecie w Oviedo. Dyplom licencjata prawa kanonicznego uzyskał w 1829 roku. Ponadto studiował teologię w klasztorze San Antonio del Prado w Madrycie, wstępując do zakonu kapucynów. W 1833 roku złożył pierwsze śluby zakonne, a następnie pracował w wielu parafiach na Półwyspie Iberyjskim do 1839 roku.
Do Peru powrócił jako misjonarz w parafiach: Pararín, Junín Sicaya i Santa Ana de Lima. W 1853 roku został mianowany sekretarzem abp Francisco Xaviera de Luna Pizarra. Potem pracował jako ekspert Synodu Archidiecezji i dyrektor Seminarium Teologicznego w Santo Toribio.

### Biskup Huánuco
W 1865 roku papież Pius IX utworzył z pięciu prowincji wchodzących w skład regionu Junin, które dotychczas należały do archidiecezji limskiej nowe biskupstwo z siedzibą w Huánuco. Na jej pierwszego ordynariusza zaproponowano Manuela Teodoro del Vallego, który przyjął propozycję i został konsekrowany 5 czerwca 1865 roku.
Zorganizował od podstaw struktury diecezjalne, w tym z własnych pieniędzy ufundował Seminarium Duchowne św. Teodora. 17 października 1869 roku wyjechał do Rzymu, aby wziąć udział w Soborze Watykańskim, gdzie udało mu się pozyskać grupę jezuitów, którzy zgodzili się zostać wykładowcami w dopiero co założonym seminarium. W tym czasie w Peru działało 7 innych placówek tego typu: Santo Toribio de Lima, San Jeronimo de Arequipa, San Carlos, San Marcelo de Trujillo, San Antonio Abad de del Cuzco, San Cristobal de Ayacucho, Jesús María de Chachapoyas (założony w 1845) i San Ambrosio de Puno (założona w 1866 roku).

### Arcybiskup limski
Po śmierci arcybiskupa Goyeneche, mającej miejsce 19 lutego 1872 roku, prezydent Peru José Balta, za zgodą Rady Ministrów zamierzał powołać na urząd metropolity limskiego Manuela Teodoro del Valle, wysyłając pismo do Stolicy Apostolskiej 30 marca tego samego roku z potwierdzeniem nominacji. 4 czerwca papież Pius IX wyraził swoją aprobatę dla tej nominacji.
W tym czasie jednak zmianie uległa scena polityczna, a nowym prezydentem został niechętny nowemu prymasowi - Manuel Pardo, a nowy liberalny rząd zaprotestował przeciwko tej kandydaturze i oskarżył swoich poprzedników o złamanie procedur i brak zgody parlamentu. Stworzył się w ten sposób pat, ponieważ arcybiskupa mógł odwołać wyłącznie papież z wyraźnych powodów. Ostatecznie jednak Del Valle sam zrezygnował ze stanowiska, a w zamian papież powołał go na arcybiskupa tytularnego Berytus i administratora apostolskiego diecezji Huanuco, co miało miejsce 19 listopada 1872 roku.

### Ostatnie lata
Del Valle jest pamiętany do dzisiaj jako restaurator zakonu jezuitów w Peru, który został stąd wydalony w 1767 roku. W 1787 roku z jego inicjatywy utworzono w Limie prowadzone także przez ten zakon Kolegium Niepokalanego Poczęcia, które działa do dzisiaj z przerwą w latach 1886–1888.
Podczas wojny z Chile działał jako doradca prezydenta Andrésa Avelino Cáceresa w trakcie bitwy pod Breña. Jego żarliwe wystąpienia zachęcały do walki Peruwiańczyków. Podczas tej kampanii zmarł w 1888 roku w otoczonej przez Chilijczyków Limie. W swoim testamencie ofiarował znaczne sumy pieniężne na budowę pierwszego w Peru domu zgromadzenia salezjanów w Callo.